# Верре-су-Сальмез
Верре́-су-Сальме́з (фр. Verrey-sous-Salmaise) — коммуна во Франции, находится в регионе Бургундия. Департамент коммуны — Кот-д’Ор. Входит в состав кантона Венаре-Ле-Лом. Округ коммуны — Монбар.
Код INSEE коммуны — 21670.

## Население
Население коммуны на 2010 год составляло 318 человек.
| 1962 | 1968 | 1975 | 1982 | 1990 | 1999 | 2010 |
| ---- | ---- | ---- | ---- | ---- | ---- | ---- |
| 376  | 346  | 271  | 298  | 301  | 310  | 318  |

## Экономика
В 2010 году среди 204 человек трудоспособного возраста (15—64 лет) 147 были экономически активными, 57 — неактивными (показатель активности — 72,1 %, в 1999 году было 66,8 %). Из 147 активных жителей работали 131 человек (74 мужчины и 57 женщин), безработных было 16 (6 мужчин и 10 женщин). Среди 57 неактивных 15 человек были учениками или студентами, 27 — пенсионерами, 15 были неактивными по другим причинам.